# Thurn und Taxis (spel)

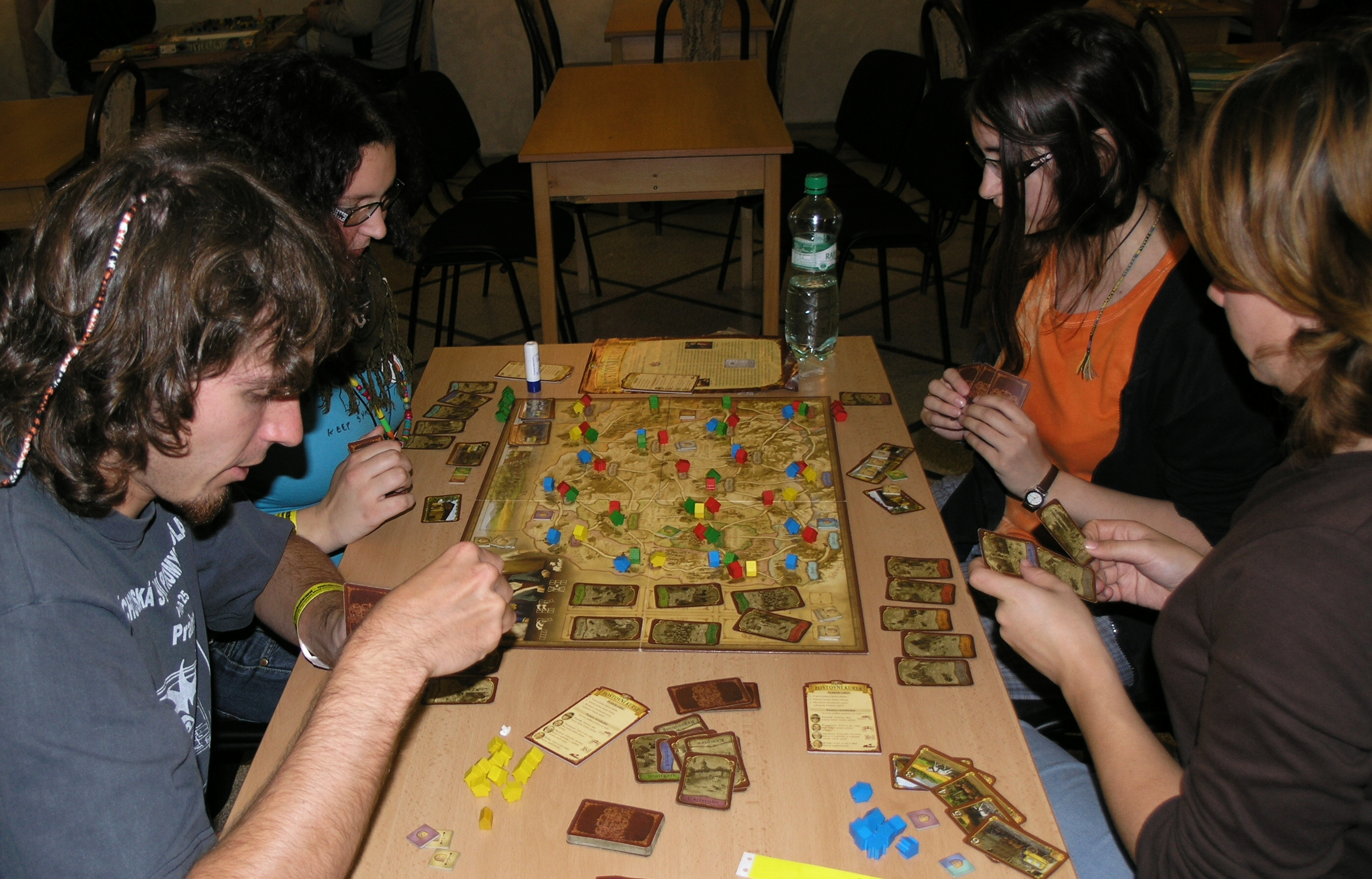

Thurn und Taxis är ett brädspel designat av Karen & Andreas Seyfarth och publicerades 2006 av Hans im Glück i Tyskland. Den engelska versionen har publicerats av Rio Grande Games och den skandinaviska versionen av lautapelit.fi.
I spelet skall spelarna försöka bygga upp ett postnätverk av postkontor i södra Tyskland (och angränsande områden som Schweiz och Österrike), precis som släkten Thurn und Taxis gjorde från 1500-talet och fram till 1800-talet. 
Furstefamiljen Thurn und Taxis lade grunden till sin maktställning när man skapade det moderna postväsendet i Europa genom ett kurirsystem, inom det habsburgska maktsfären, med anor tillbaka till 1200-talet och med monopol på stora delar av kontinentens postala verksamhet. År 2006 vann spelet utmärkelsen Spiel des Jahres (årets spel i Tyskland).

## Regler
Målet i Thurn und Taxis är att samla på sig så många poäng som möjligt genom att planera och organisera postrutter genom de 22 städerna. Städerna är utritade överallt på spelbrädet i olika regioner med olika färger. De är dessutom ihopkopplade med vägar och dessa är mycket viktiga att ta hänsyn till under spelets gång. (Man kan bara passera två städer om dessa har en väg emellan sig.)
På brädet ligger alltid 6 olika stadskort uppvända, vilka används för att planera en rutt genom att lägga ut angränsande städer på en rad framför sig. Under varje tur måste spelaren alltid ta upp ett kort från brädet eller från högen till handen (fas 1) och lägga ner ett kort från handen framför sig till sin rutt (fas 2). Om spelaren inte har något kort som passar till rutten, dvs. att spelaren inte har ett kort på en stad vars väg är kopplad till någon av städerna ytterst i rutten framför spelaren, (från höger eller vänster ände) måste den pågående rutten slängas. Det är inte tillåtet att lägga ut ett kort emellan redan utlagda stadskort.
Exempel
Spelaren har tidigare lagt ut stadskort i följande ordning: Stuttgart - Ulm - Kempten - Innsbruck. Följaktligen ligger dessa kort framför spelaren. När det är dennes tur igen måste ett kort läggas som angränsar till antingen Ulm eller Innsbruck, som för tillfället är i varsin ände av rutten. Nu skulle spelaren exempelvis kunna lägga ut Salzburg bredvid Innsbruck, eller möjligen Mannheim jämte Stuttgart.
När spelaren har tagit upp ett kort och lagt ner ett kort är det dags för den tredje och sista fasen. Nu får spelaren bestämma om denne skall behålla sin rutt för att bygga vidare på den nästa gång, eller om den skall lämnas in för en eventuell husutläggning. (Observera: Om spelaren väljer att spara rutten till nästa gång, måste ju ännu ett kort läggas till nästa gång för att den inte skall tvingas slängas)
När en rutt lämnas in skall hus/postkontor placeras ut på brädet på vissa av städerna som ingick i rutten. Man har då två olika alternativ att välja mellan.
1. Placera ut hus i alla städer inom en och samma region (färg).
2. Placera ut ett hus i varje region.

I exemplet ovan är alla nämnda städer belägna i olika regioner utom Ulm och Stuttgart som båda ligger i Württemberg (ljusgrön). Alltså skulle man tjäna på att välja alternativ 2, då man får ett kontor i nästan alla städer i rutten. Dock måste man välja mellan antingen Ulm eller Stuttgart eftersom de ligger i samma region.
Spelet går alltså ut på att samla på sig kort för att planera rutter, och planera rutter för att sätta ut kontor. Vad är då kontor bra till? Jo, när man fyller olika områden med hus får man poäng för det. Den som först har placerat ut hus i exempelvis röd och orange får 4 poäng (det står en fyra på poängbrickan som är röd och orange-färgad).
Detta var grundprincipen för detta spel. Dock finns ytterligare några få moment inbakade i spelet.

## Expansioner
Spelet har tre olika expansioner: Der Kurier der Fürstin, Glanz und Gloria och Alle Wege führen nach Rom.
Der Kurier der Fürstin är en mindre expansion och kan enkelt arrangeras på egen hand. För er som redan är insatta i Thurn und Taxis kommer en kort sammanfattning av vad denna expansion går ut på.
I alla städer ligger nu ett brev, detta brev erhåller den som först placerar ut ett hus i den staden. Breven används till att köpa en extra hjälpkaraktär av de fyra som finns att välja mellan. Dock kan en karaktär inte användas två gånger under samma tur. Man väljer som vanligt en av dem när man skall spela, och så får man välja vilka av de tre resterande som man också vill använda sig av, om man har tillräckligt med brev för att betala dem.
Dock kan man få hyra dem för endast 1 brev per person om man har Kuriren. Kuriren erhåller man om man lämnar in en tur utan att ta nästa steg i ekipaget högst uppe på spelbrädet. Om man är på nivå 6 men bara lämnar in 4 kort, får man då kuriren. Skulle man lämna in 6 kort eller mer måste man välja om man skall ta det sjätte ekipaget eller kuriren.
För att balansera spelet erhåller spelare 2 ett brev från början av spelet, spelare 3 får två brev och spelare 4 får tre brev.